# Antoine-Jean Fayet
Antoine-Jean Fayet, francoski general, * 1880, † 1966.